# Sancho de Tovar, copeiro mor da Casa Real
Sancho de Tovar, (1551-13 de Abril de 1629). Fidalgo da Casa Real, foi um nobre e militar português dos séculos XVI e XVII. Copeiro-mor e Monteiro-mor de D. Sebastião, acompnahou o Rei na batalha de Alcácer-Quibir, onde ficou cativo e foi resgatado. Em 1580 foi partidário de D. António, Prior do Crato.

## Biografia
Era 3 anos mais velho que o jovem Rei D. Sebastião, cresceu com ele na corte e com ele criou grande proximidade. Em 1572, quando o Rei fez dezoito anos e assumiu a governação, Sancho foi nomeado Copeiro-mor, mais tarde serviu também como Monteiro-mor.
No ano de 1573 acompanhou o mesmo rei ao Algarve, para inspecionar as praças fortes desse reino.
Em 1578 esteve presente na batalha de Alcácer Quibir onde foi ferido e "cativo de 21 senhores que o compraram e venderam e fugiu por Melila para o reino". . Foi libertado como consta da lista dos fidalgos resgatados
Regressou a Portugal e defendeu a legitimidade ao trono de D. António Prior do Crato. Em 19 de Junho participou na aclamação do D. Antonio como Rei de Portugal.
D. António dispunha de uma força calculada entre 9.000 a 10.000 homens mal armados entre os quais se encontrariam 5.000 a 6.000 “homens do povo” e perto de 1.000 cavaleiros, incluindo alguns veteranos do Norte de África e um punhado de marroquinos, com um núcleo de “corredores de cavalo” repartido em 6 companhias chefiadas respectivamente por D. Diogo de Meneses “o Roxo”, D. João Coutinho (conde de Redondo), Sancho de Tovar, Duarte de Castro, Manuel Mendes e outro não nomeado.
O exercito espanhol, comandado pelo Duque de Alba, desembarcou em Cascais, e avançou por terra para Lisboa, protegido do rio pela armada castelhana.
Foi amnistiado por Filipe I embora tenha sido arredado dos cargos públicos
Em  6 de Março de 1622 teve alvará de Governador da Praça de Díu e de Almirante da Armada.

## Família
Era  filho de Pedro de Tovar (nascido em 1509 e falecido em 1567, foi Escudeiro da Excelente Senhora, a Rainha D. Joana de Castela) e de sua mulher Brites da Silva de Miranda, filha de Heitor de Oliveira, 9º Senhor do Morgado de Oliveira, e de sua mulher Violante de Miranda.
Neto paterno de Sancho de Tovar, Capitão de Sofala e comandante da Nau El-Rei, na armada de Pedro Álvares Cabral que viajou pela primeira vez ao Brasil em 1500, e de sua mulher Guiomar da Silva, filha de Pedro da Silva "o Relé", alcaide mor de Porto de Mós, e neto materno de Heitor de Oliveira, 9º senhor do morgado de Oliveira, e de sua mulher Violante de Miranda.
Foi sua primeira mulher Maria de Sousa, filha de João Rodrigues de Sequeira, o da "Banda de Além"., tiveram:
- Pedro de Tovar, Morador da Casa de El-Rei D. João III, morreu muito novo.
- Guiomar de Vilhena, foi freira no Mosteiro da Rosa em Lisboa.
- Leonor.
- Brites de Vilhena, casou em Lisboa, em 6 de Junho de 1591, com Jerónimo de Cárcamo, tiveram 3 filhos todos com descendência.

Casou 2ª vez, em  Lisboa, na Sé, em 4 de Novembro de 1577 com Maria da Veiga, 3ª Administradora do morgado e Paço de Molelos, senhora das honras de Molelos e Botulho, senhora da casa do Miradouro em Viseu, administradora da capela do bispo D. Gil Alma em Lisboa. Deste casamento teve dois filhos:
- Pedro de Tovar, baptizado em 9 de Agosto de 1574.
- Violante de Vilhena, casou com Henrique Jacques de Magalhães, e foram pais de Pedro Jacques de Magalhães, 1.º Visconde de Fonte Arcada, firme opositor ao domínio filipino foi preso na América espanhola a seguir ao golpe de 1 de Dezembro de 1640, quando tentava regressar a Portugal. Conseguiu fugir e ao chegar a Portugal foi nomeado Governador de Olivença.

Depois de viúvo de Maria da Veiga, casou terceira vez com Isabel de Castro, filha de Cristóvão de Melo e de sua mulher Catarina de Almeida, de quem também teve geração.